# Asbāb an-nuzūl
Als Asbāb an-nuzūl (arabisch أسباب النزول ‚Anlässe des Herabkommens‘ oder ‚Offenbarungsanlässe‘) werden in der Koranexegese solche Berichte bezeichnet, die den historischen Anlass (sabab, Pl. asbāb) für die Offenbarung eines gegebenen Koranabschnitts, meist eines Koranverses, näher bestimmen. Als Berichterstatter tritt hierbei ein Prophetengefährte auf, und wie bei Hadithen geht dem Bericht üblicherweise eine Überliefererkette voraus.
Asbāb-an-nuzūl-Berichte, die einen der wichtigsten Textbestandteile von traditionellen Korankommentaren bilden, nennen das Ereignis aus dem Leben des Propheten, das zur Offenbarung des betreffenden Verses geführt haben soll, oft ergänzt durch die Angabe konkreter Personen und Orte, die dazu in Beziehung stehen. Einige dieser Berichte sind narrativ sehr stark ausgestaltet, was auf den Einfluss der frühislamischen Geschichtenerzähler (quṣṣāṣ) zurückzuführen ist. Am Ende des Berichts steht meist eine Formel wie: "Darauf offenbarte Gott …" mit nachfolgendem verkürzten Zitat des betreffenden Verses.
Birgit Krawietz erwähnt asbāb an-nuzūl als Bestandteil des iǧtihād der Gefährten Muḥammads. Dieser iǧtihād sei eine autonome Rechtsfindungsmethode gewesen, wobei die Kenntnis der Offenbarungsanlässe neben den maqāṣid und allgemeiner Kenntnis des Korans und der Sunna (spezieller der nuṣūṣ) eine Grundvoraussetzung zur Rechts- und Normenfindung dargestellt habe. Ṣaḥāba und tābiʿūn hätten, so Krawietz, gerade in der Erklärung von Koran und Sunna durch die besondere Kenntnis der Sprache, der juristischen Kompetenz und ihr Wissen um die asbāb an-nuzūl in den späteren tafsīr-Werken Spuren hinterlassen. In umfassenderen Kommentar-Werken wie demjenigen von at-Tabarī wird zu den einzelnen Versen häufig auch eine Vielzahl von Asbāb-an-nuzūl-Berichten mit unterschiedlichen Überliefererketten angeführt. Hierbei kommt es vor, dass der Grund für die Offenbarung eines Verses in den verschiedenen Berichten unterschiedlich angegeben wird. Dies hat zu Diskussionen unter den muslimischen Gelehrten geführt, wie mit solchen einander widersprechenden Asbāb-an-nuzūl-Überlieferungen umzugehen ist. Ibn Taimīya meint hierzu in seiner "Einführung in die Grundlagen der Koranexegese", dass in diesem Fall die unterschiedlichen Berichte trotzdem wahr sein könnten, weil die Möglichkeit bestehe, dass der betreffende Vers zweimal herabgesandt worden sei.
Ab dem 11. Jahrhundert begannen muslimische Gelehrte, die Asbāb-an-nuzūl-Berichte in diesem Thema gewidmeten Spezialwerken zusammenzuführen. Einer der ersten Gelehrten, der dies tat, war ʿAlī ibn Aḥmad al-Wāḥidī (st. 1075) aus Nischapur mit seinem Buch "Gründe der Offenbarung des Korans" (Asbāb nuzūl al-Qurʾān). Dies gilt als das klassische Asbāb al-nuzūl-Werk, allerdings behandelt es nur 83 Suren des Korans. Von einem gewöhnlichen Korankommentar unterscheidet es sich dadurch, dass es nur das auf Veranlassung der Offenbarungen bezügliche Material enthält. Für al-Wāḥidī sind gerade die Offenbarungsanlässe Grundvoraussetzung für ein Verständnis des Korans: "Eine Interpretation des Verses ist ohne die Kenntnis von dessen Text und dessen Offenbarungsanlass nicht möglich". Andrew Rippin setzt das sich verstärkende Interesse an den Asbāb-an-nuzūl mit dem Aufstieg des islamischen Traditionalismus im 11. Jahrhundert historisch in Beziehung. Große Popularität genossen auch die später verfassten Asbāb-an-nuzūl-Werke von Ibn Hadschar al-ʿAsqalānī (st. 1449) und as-Suyūtī (st. 1505), die darin zusätzliches Material aus den klassischen Tafsīr- und Hadith-Werken lieferten.
Asbāb-an-nuzūl-Berichte erfüllen auch eine wichtige Funktion in der juristischen Koranexegese. Sie dienen der Bestimmung des genauen Rechtsgrundes, der zur Anwendung einer gegebenen koranischen Norm führt. Fraglich ist allerdings, inwieweit die im Koran gegebene Norm von dem spezifischen historischen Kontext ablösbar ist. Grundsätzlich bestand in der Vormoderne eher die Tendenz, die Allgemeingültigkeit dieser Normen zu betonen. Sie kommt in der folgenden Sentenz zum Ausdruck, die in vielen rechtstheoretischen Zusammenhängen als Maxime dient: "Maßgeblich ist der allgemeine Wortlaut, nicht der besondere (Offenbarungs)anlass" (al-ʿibratu bi-ʿumūmi l-lafẓi lā bi-ḫuṣūṣi s-sabab). Ibn Taimīya schreibt hierzu in seiner "Einführung in die Grundlagen der Koranexegese":

„Wenn man sich auch darüber streitet, ob der allgemeine Wortlaut, der aufgrund eines bestimmten Anlasses geäußert wird, auf seinen Anlass zu beschränken sei, so behauptet doch niemand von den muslimischen Gelehrten, die allgemeinen Aussagen des Korans und der Sunna würden sich nur auf die jeweilige Person beziehen. Das Äußerste, was man behauptet, ist, dass sie sich auf die Art der dieser Person beschränken und jede weitere Person, die ihr entspricht, allgemein umfassen. [...] Wenn der Vers, der einen konkreten Anlass hat, ein Gebot oder Verbot darstellt, umfasst er jene Person und den, mit dem es sich analog verhält.“